# Biệt đội G.I. Joe: Cuộc chiến Mãng xà
Biệt đội G.I. Joe: Cuộc chiến Mãng xà (tựa gốc: G.I. Joe: The Rise of Cobra) là một bộ phim được chuyển thể từ thương hiệu đồ chơi G.I. Joe của công ty Hasbro. Phim do Stephen Sommers đạo diễn, Lorenzo di Bonaventura sản xuất và Stuart Beattie viết kịch bản, và ra mắt ngày 7 tháng 8 năm 2009 tại Mỹ, Nội dung phim xoay quanh cuộc chiến giữa G.I. Joe, một đội quân tinh nhuệ với mỗi thành viên có một khả năng khác nhau và một tổ chức tội phạm nguy hiểm có tên Mãng xà đang có ý định nhấm chìm cả thế giới trong sự hỗn loạn. Phần tiếp theo của phim là G.I. Joe: Báo thù công chiếu năm 2013.

## Nội dung
Thế kỷ XVII, mâu thuẫn xảy ra giữa dòng họ McCullen-chuyên sản xuất vũ khí và nhà vua. Chuyên gia vũ khí McCullen bị bắt giam và bị gắn chiếc mặt nạ đang nóng đỏ vào mặt và nó trở thành một phần của cơ thể ông.
Trong một tương lai gần của thế kỉ 21, nhà sản xuất vũ khí tên là James McCullen (hậu duệ của McCullen thế kỷ 17) đã tạo ra một công nghệ từ lĩnh vực Nano. Sau khi nghiên cứu thành công khả năng tiêu diệt tế bào ung thư, ông đã đi đến một phát minh về một loại vũ khí mới có sức tàn phá kinh khủng. Khả năng của loại vũ khí này là ăn mòn dần mọi kim loại theo cơ chế cấp số nhân. Vì thế nó có thể huỳ diệt cả một thành phố hay một quốc gia. Tập đoàn MARS đã bán bốn đầu đạn Nanomite này cho phía NATO, vì thế quân đội Mỹ tức Hoa Kỳ Army được lệnh phái tới là để áp tải chuyến hàng này. Sĩ quan quân đội Duke (Channing Tatum) nhận lệnh chỉ huy đoàn vận chuyển đến trung tâm NATO, khi đội của anh vào trong một khu rừng thì bất ngờ bị một lực lượng lạ tấn công.
Khi gần như bị đánh bại, Đội của Duke lại nhận được sự yểm trợ từ Biệt đội Joe. Cuộc chiến quyết liệt để chiếm hữu chiếc vali chứa đựng 4 đầu đạn

## Diễn viên

### Phe G.I. Joe
- Channing Tatum vai Conrad Hauser / Duke
- Marlon Wayans vai Wallace Weems / Ripcord
- Dennis Quaid vai General Clayton Abernathy / Hawk
- Rachel Nichols vai Shana M. O'Hara / Scarlett
- Ray Park vai Xà Nhãn
- Adewale Akinnuoye-Agbaje vai Hershel Dalton / Heavy Duty
- Saïd Taghmaoui vai Abel Shaz / Breaker
- Karolína Kurková vai Courtney A. Kreiger

### Phe Mãng xà
- Christopher Eccleston vai James McCullen XXI / Destro
- Joseph Gordon-Levitt vai Rex Lewis / Bác sĩ / Chỉ huy mãng xà
- Sienna Miller vai Ana Lewis/ Baroness Anvaitvaiia DeCobray / Nam tước phu nhân
- Lee Byung-hun vai Thomvai Arvaihikage / Bão Ảnh
- Arnold Vosloo vai Zartan

## Sản xuất
Ý tưởng làm phim bắt nguồn từ năm 2003, khi nhà sản xuất Mỹ gốc Ý Lorenzo di Bonaventura muốn có một phim ca ngợi kỹ thuật tối tân của quân đội. Biết được ý này, giám đốc điều hành công ty Hastro gợi ý với Lorenzo về hình tượng G.I. Joe. Họ nhờ Michael B. Gordon viết kịch bản vì ấn tượng với nội dung ông đã viết cho phim 300. Vài năm sau, kịch bản của Gordon được thay đổi nhiều về nhân vật. Đến khi Stephen Sommers được chọn làm đạo diễn, nhà viết kịch bản và xây dựng nhân vật cho loạt phim Cướp Biển Vùng Ca-ri-bê, đã được thuê viết lại mới toàn bộ nội dung cho bộ phim về G.I. Joe.
Phim khởi quay từ đầu năm 2008 tại California, sau đó là Praha, Paris, Tokyo, Ai Cập, Bắc Cực và cả ở dưới đại dương. Các chiến dịch quảng cáo cho phim được phát triển rầm rộ. Những diễn viên sau này đã được Hasbro scan và tạo hình y như thật cho dòng đồ chơi ra mắt vào tháng Bảy. Electronic Arts cũng cho ra một game cùng tên phim đề hỗ trợ phần marketing. Nhà xuất bản IDW cho ra đời bộ truyện bốn cuốn nói về bốn nhân vật Duke, Destro, The Baroness và Snake Eyes. Ngoài ra, cuối năm nay sẽ có một series phim riêng về nhân vật Snake Eyes được phát hành.